# Cycas changjiangensis
Cycas changjiangensis N.Liu, 1998 è una pianta appartenente alla famiglia delle Cycadaceae, endemica dell'isola di Hainan, in Cina.

## Descrizione
È una cicade con fusto eretto, alto sino a 0.3-1.5(-2.5) m e con diametro di 20 cm.
Le foglie, pennate, lunghe 70-230 cm, sono disposte a corona all'apice del fusto e sono rette da un picciolo lungo 20-70 cm; ogni foglia è composta da 80-220 paia di foglioline lanceolate, con margine leggermente ricurvo, lunghe mediamente 15-30 cm, di colore verde, inserite sul rachide con un angolo di 40-70°.
È una specie dioica con esemplari maschili che presentano microsporofilli disposti a formare strobili terminali di forma fusoide ed esemplari femminili con macrosporofilli che si trovano in gran numero nella parte sommitale del fusto, con l'aspetto di foglie pennate che racchiudono gli ovuli, in numero di 2-4.  
I semi sono subglobosi od ovoidali, lunghi 35-40 mm, ricoperti da un tegumento di colore giallo.

## Distribuzione e habitat
L'epiteto specifico changjiangensis fa riferimento alla diffusione della specie nella contea di Changjiang Li nella parte occidentale dell'isola di Hainan.

Prospera su profondi terreni sabbiosi e pianeggianti in aree boscose di tipo secco.

## Conservazione
La IUCN Red List classifica C. changjiangensis come specie in pericolo di estinzione (Endangered).

La specie è inserita nella Appendice II della Convention on International Trade of Endangered Species (CITES)